# P. J. Hairston
Samuel Peterson "P. J." Hairston Jr. (Greensboro, 24 de dezembro de 1992) é um jogador norte-americano de basquete profissional que atualmente joga pelo Rio Grande Valley Vipers. Foi draftado em 2014 na primeira rodada pelo Miami Heat.